# Alexander Schleicher ASW 12
 (juin 2025).
Si vous disposez d'ouvrages ou d'articles de référence ou si vous connaissez des sites web de qualité traitant du thème abordé ici, merci de compléter l'article en donnant les références utiles à sa vérifiabilité et en les liant à la section « Notes et références ».
Dimensions
L' ASW 12 d'abord connu sous le nom d' AS 12, est un planeur en composite plastique fibre de verre . Il a une aile haute et un empennage en T. Il s'agit de la version de production tirée de l' Akaflieg Darmstadt D-36 .

## Histoire
En 1965, Gerhard Waibel quitte l'Université technique de Darmstadt pour entrer chez Alexander Schleicher GmbH & Co en tant que designer. Son premier projet pour son nouvel employeur est l'ASW 12. Ce planeur a réalisé de nombreux records et obtenu des victoires dans des compétitions nationales et internationales. Les exploits de Hans-Werner Grosse sur un ASW 12 sont légendaires entre autres les 1 461 km de son vol du 25 avril 1972 reliant Lübeck à Biarritz qui reste pendant trente ans le record du monde de distance libre. Le 26 juillet 1970, Ben Greene et Wally Scott avaient co-établi un record du monde de distance libre sur deux ASW-12 avec une distance de 1 153,82 km  d'Odessa (Texas) à Columbus (Nebraska).
L'ASW12est remplacé par l' ASW17 .

## Construction
Le fuselage de l'ASW 12 est extrêmement fin pour l'époque. Il est muni d'un train d'atterrissage rentrant et d'une verrière en deux parties. Sa profondeur est plus grande que celle du D-36. Le fuselage est fabriqué - comme pour le D-36 - en deux moitiés sur des moules positifs. La construction comprend un double sandwich de composite renforcé de fibres de verre sur du bois de balsa .
Les ailes sont d'abord faiblement effilés puis s'effilent davantage elles utilisent un profil Wortmann FX 62-K-131 modifié à l'emplanture et un Wortmann FX 60-126 au  saumon. Les ailes sont construites en sandwich en fibre de verre et bois de balsa dans des moules négatifs.
L'ASW 12 possède un parachute de freinage plutôt que des aérofreins traditionnels. Le système s'est avéré insuffisant et un certain nombre d'ASW 12 ont été équipés d'un deuxième parachute pour réduire le risque d'un atterrissage trop long.